# Strauzia rugosa
Strauzia rugosa är en tvåvingeart som beskrevs av Stoltzfus 1988. Strauzia rugosa ingår i släktet Strauzia och familjen borrflugor. Inga underarter finns listade i Catalogue of Life.